# Zusatzentgelt
Mit einem Zusatzentgelt werden in der Krankenhausabrechnung in Deutschland neben dem Fallpauschalensystem (DRG-System) definierte Leistungen, meist teure Arzneimittel, Medizinprodukte oder aufwändige Behandlungen zusätzlich vergütet.

## Hintergrund
Im Krankenhaus werden mit Fallpauschalen Leistungen pauschaliert vergütet. Manche teure Leistungen treten jedoch nur selten auf und sind nicht an einzelne Leistungskategorien gebunden. Hier ist eine gerechte Vergütung über Pauschalen schwierig. Zum Beispiel benötigen Patienten, die an einer vererbten Hämophilie leiden bei Operationen oder Blutungen spezielle Präparate, die die Kosten der eigentlichen Behandlung oft deutlich überschreiten. Zur Vergütung solcher Leistungen sind im deutschen Fallpauschalensystem Zusatzentgelte vorgesehen.

## Kalkulation
Leistungen, für die Zusatzentgelte abgerechnet werden können, werden durch die Vertreter der Kostenträger und der Krankenhäuser in jedem Jahr im Fallpauschalenkatalog vereinbart. Dabei wird unterschieden zwischen bepreisten Zusatzentgelten, erkennbar an der Benennung ZE und einer Nummerierung und unbepreisten Zusatzentgelten, erkennbar an ZE, dem laufenden Jahr und einer Nummerierung. Bepreiste Zusatzentgelte werden durch das Institut für das Entgeltsystem im Krankenhaus (InEK) kalkuliert. Die Vergütung von unbepreisten Zusatzentgelten wird in den Budgetverhandlungen im Krankenhaus krankenhaus-individuell festgelegt.

## Leistungen mit Zusatzentgelten
- Bestimmte Arzneimittel
- Bestimmte Implantate
- Blutprodukte
- Dialyseverfahren
- Palliativmedizinische Komplexbehandlung
- Hochaufwendige Pflege (nach PKMS oder Pflegegrad)